# Liti
El liti és l'element químic de símbol Li i nombre atòmic 3. Es tracta d'un metall alcalí tou i de color blanc d'argent. En condicions estàndard, és el metall menys dens i l'element sòlid menys dens que hi ha. Igual que els altres metalls alcalins, mostra un alt grau de reactivitat i inflamabilitat, així que cal conservar-lo en un buit, una atmosfera inerta o un líquid inert, com ara el querosè purificat o oli mineral. Presenta una lluïssor metàl·lica.
S'oxida ràpidament en l'aire o l'aigua. Quan està en contacte amb l'aire humit corroeix la superfície ràpidament a un color gris argentat opac. A causa de la seva alta reactivitat, el liti no es produeix mai lliurement a la natura, en canvi, només apareix en els compostos, que són generalment iònics.
El liti es produeix en una sèrie de minerals pegmàtics, però a causa de la seva solubilitat com a ió està present a l'aigua dels oceans i normalment s'obté a partir de salmorra i argiles.
En una escala comercial, el liti és aïllat electrolíticament a partir d'una barreja de clorur de liti i clorur de potassi.
S'empra especialment en aliatges conductors de la calor, en bateries elèctriques i en el tractament de certs tipus de depressions.

## Història
El liti (del grec λιθoς, lithos, ‘pedra’) va ser descobert per Johan August Arfwedson en 1817. Arfvedson va trobar el nou element en l'espodumena i lepidolita d'una mina de petalita, LiAl(Si₂O₅)₂, de l'illa Utö (Suècia) que estava analitzant. En 1818, CG Gmelin va ser el primer a observar que les sals de liti tornen la flama d'un color roig brillant. Aquests dos van intentar, sense èxit, aïllar l'element de les seues sals, la qual cosa finalment van aconseguir W.T. Brande i Sir Humphrey Davy, mitjançant electròlisi de l'òxid de liti. El nom de l'element prové del fet d'haver sigut descobert en un mineral, mentre que la resta dels metalls alcalins van ser descoberts en teixits de plantes.
En 1923 l'empresa alemanya Metallgesellschaft AG va començar a produir liti mitjançant l'electròlisi del clorur de liti i clorur de potassi fosos.
L'escassetat del liti es calcula que suposarà el final del recurs abans de meitat del segle xxi.

## Propietats principals
El liti té un dels punts de fusió més baix entre tots els metalls (180 ° C), però té els punts de fusió i d'ebullició més alts dels metalls alcalins. Té molt baixa densitat (0,534 g / cm³) i és el menys dens de tots els elements que són sòlids a temperatura ambient. A més a més, el liti és un dels tres metalls que poden surar a l'aigua, sent els altres dues, el sodi i el potassi.
El liti experimenta un gran nombre de reaccions, tant amb reactius orgànics com inorgànics. Reacciona amb l'oxigen per formar el monòxid i el peròxid, i és l'únic metall alcalí que reacciona amb el nitrogen a temperatura ambient per produir nitrur. Reacciona fàcilment amb l'hidrogen a gairebé 500 °C per formar hidrur de liti. El liti reacciona de forma directa amb el carboni per produir el carbur. Es combina fàcilment amb els halògens i forma halogenurs amb emissió de llum. També reacciona amb compostos acetilènics, formant acetilurs de liti, els quals són importants en la síntesi de la vitamina A. El liti metàl·lic és soluble en amines alifàtiques de cadena curta, com l'etilamina, i és insoluble en els hidrocarburs.
Igual que els altres metalls alcalins, el liti té un sol electró de valència (és univalent) que es dona fàcilment fins a formar un catió. A causa d'això, el liti és un bon conductor de calor i electricitat, així com un element altament reactiu, encara que és el menys reactiu dels metalls alcalins. La baixa reactivitat del liti, dins d'aquest grup, és a causa de la proximitat del seu electró de valència al seu nucli (els dos electrons restants es troben en l'orbital 1s, que tenen una energia molt més baixa, i no participen en els enllaços químics).
Acostat a una flama, la torna carmesina; però si la combustió és violenta, la flama adquireix un color blanc brillant.

## Aplicacions i usos
Els usos del liti i els seus compostos es relacionen amb les propietats que tenen. La majoria s'utilitza per fer piles i bateries (35%), seguit d'aplicacions en vidres i ceràmica (32%) i a la indústria de greixos lubricants (9%).
Per la seva elevada calor específica, la major de tots els sòlids, s'empra en aplicacions de transferència de calor i pel seu elevat potencial electroquímic, constitueix un ànode adequat per a les bateries elèctriques. Altres usos:
- En el camp de la medicina s'usa carbonat de liti (Li₂CO₃) i el citrat de liti per al tractament de trastorns bipolars, trastorns de personalitat i fins i tot per tractar l'alcoholisme. Es va provar per primera vegada en animals d'experimentació el seu efecte sedant al segle xx. En el cos humà la concentració de Li és de 10 a 40 ug / l. És una concentració molt petita, per això qualsevol medicació que contingui liti ha de ser receptada amb prescripció mèdica.[7]
- L'òxid de liti s'empra com a fundent a la indústria de ceràmiques i vidres, ja que disminueix la viscositat i el punt de fusió de la mescla de fundició. A més, s'està investigant la seva aplicació a l'espectroscòpia d'emissió, ja que té un patró molt característic a elevades temperatures.[5][6]
- El clorur de liti i el bromur de liti tenen una elevada higroscopicitat, pel que són excel·lents dessecants. El segon s'empra en bombes de calor d'absorció, entre altres compostos com el nitrat de liti. Aquests s'utilitzen en naus, avions i submarins com a agents dessecants de l'aire, ja que en ser un compost de liti, és més lleuger
- L'estearat de liti és un lubricant de propòsit general en aplicacions a alta temperatura. L'estearat de liti, o sabó de liti, és format a partir d'hidròxid de liti escalfat amb greixos. Aquest estearat també s'utilitza per espessir olis.[8][9]
- El liti és un agent aliant emprat en la síntesi de compostos orgànics. Conegut sobre tot pels compostos organolititats
- En el camp militar s'usa l'hidròxid de liti en submarins per a depurar l'aire, extraient el diòxid de carboni. A més, el liti metàl·lic i els seus complexes hidrogenats com LiAlH₄ (agent reductor) s'utilitza com additius d'alta energia per a propulsar coets i torpedes. Fins i tot, es pot utilitzar com a combustible sòlid.[10][11]
- És un component comú dels aliatges d'alumini, cadmi, coure i manganès empleats en la construcció aeronàutica, i s'ha emprat amb èxit en la fabricació de ceràmica i lents, com la del telescopi de 0,5 m de l'Observatori Palomar.
- En l'àrea nuclear s'aconsegueix triti (hidrogen-3), mitjançant el bombardeig de liti-6 i liti-7 amb neutrons, un isòtop radioactiu de l'hidrogen que és utilitzat per millorar l'eficiència de la fissió en les bombes d'hidrogen, i per absorbir els neutrons alliberats per aquesta. També per la seva gran calor especifica, el Li-7, és utilitzat com a agent de refredament en reactors nuclears. El liti també s'usa com a font de partícules alfa i nuclis d'heli. Quan 7Li es bombardeja amb protons, es forma 8Be, que es desintegra en dues partícules alfa.
- A partir dels darrers anys del segle xx, el liti s'ha fet servir com ànode en les anomenades bateries de liti, car té un alt potencial electroquímic. Una cel·la típica genera aproximadament 3 volts, més voltatge que els 1,5 volts de les cèl·lules de les bateries de plom o zinc. Donada la seva baixa massa atòmica, també té una alta relació de càrrega i pes.
- Pirotècnia. El carbonat de liti és utilitzat en focs artificials, ja que aporta una flama de color vermell intens.
- En metal·lúrgia per a l'obtenció de l'alumini, s'utilitza fluorur de liti com a additiu a l'electròlit de criolita, que augmenta notablement l'eficiència de corrent i baixa la temperatura de fusió de la criolita. També s'utilitza el carbonat de liti com a additiu en la fundició contínua per millorar la fluïdesa d'aquesta i en alguns casos per evitar el vetejat.
- Els organolítics es caracteritzen per tenir un enllaç covalent entre un àtom de C i un de Li (C-Li). Tenen aplicacions en la síntesi de polímers i es classifiquen en fine-chemicals. A la indústria polimèrica, els compostos de liti es fan servir com a catalitzadors o iniciadors en polimeritzacions aniòniques d'olefines. Dins la indústria de fine-chemicals, els compostos organolítics s'usen com a bases molt fortes i principalment per a la síntesi d'altres compostos organometàl·lics.

## Abundància

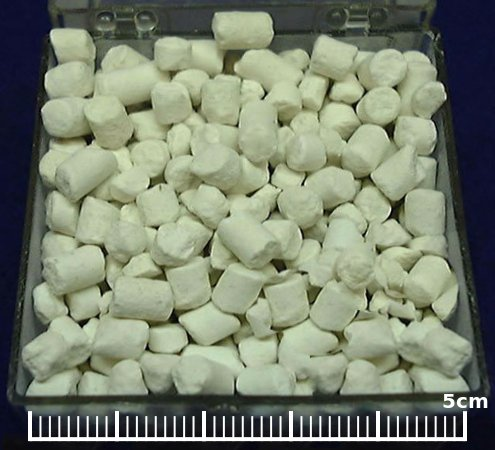
Trossets de liti (recoberts d'hidròxid de liti blanc)

És un metall escàs en l'escorça terrestre que es troba dispers en certes roques, però mai en el seu estat elemental a causa de la seva gran reactivitat. Es troba en petita proporció en roques volcàniques i sals naturals. En aigua de mar l'element existeix a una concentració relativament constant de 0,14 a 0,25 parts per milió (ppm). Les estimacions per al contingut de l'escorça terrestre varien entre 20 i 70 ppm en pes.

## Isòtops
Els isòtops estables del liti són dos, Li-6 i Li-7, sent aquest últim el més abundant (92,5%). S'han caracteritzat sis radioisòtops, sent els més estables el Li-8 amb un període de semidesintegració de 838 mil·lisegons, i el Li-9 amb 178,3 ms de vida mitjana. La resta d'isòtops radioactius tenen vides mitjanes menors de 8,5 ms.
Els pesos atòmics del liti varien entre 4.027 i 11.0348 uma del Li-4 i el Li-11, respectivament. Mentre que el mode de desintegració principal dels isòtops més lleugers que l'isòtop estable més abundant (Li-7), és l'emissió protònica (en un cas de desintegració alfa), on s'obtenen isòtops d'heli, en els isòtops més pesants el mode més habitual és la desintegració beta, (amb algun cas d'emissió neutrònica) on resulten isòtops de beril·li.
El Li-7 és un dels elements primordials, produïts per síntesi nuclear després del big-bang. Els isòtops de liti es fraccionen substancialment en una gran varietat de processos naturals, incloent-hi la precipitació química en la formació de minerals, processos metabòlics, i la substitució del magnesi i el ferro en xarxes cristal·lines de minerals argilosos en què el Li-6 és preferit enfront del Li-7, etc.

## Perills
Igual que altres metalls alcalins, el liti pur és altament inflamable i lleugerament explosiu quan s'exposa a l'aire i, especialment, a l'aigua.
Si l'exposició és a curt termini, la substància és corrosiva per als ulls, la pell i el tracte respiratori, fet que requereix l'ús de medis adequats de manipulació per a evitar el contacte. Si és ingerit, també és corrosiu, i la inhalació pot causar edema pulmonar, encara que els símptomes no es manifesten fins després d'unes hores i són agreujats per l'esforç físic.
L'escalfament del liti pot provocar combustió violenta o explosió. La substància pot cremar espontàniament en contacte amb l'aire quan es dispersa en fines partícules i quan s'escalfa es formen vapors tòxics.
Reacciona violentament amb oxidants forts, àcids i molts compostos (hidrocarburs, halògens, halons, ciment, sorra i asbestos) provocant perill d'incendi i explosió. Reacciona violentament amb l'aigua, formant gas d'hidrogen altament inflamable i vapors corrosius d'hidròxid de liti.
S'ha d'emmagatzemar en un líquid hidrocarbur inflamable com la nafta. El liti es considera lleugerament tòxic.

## Rol biològic
El liti es troba en traces en nombroses plantes, plàncton i invertebrats, a concentracions de 69 a 5.760 parts per bilió (ppb). En els vertebrats la concentració és lleugerament inferior, i gairebé tots els teixits dels vertebrats i líquids corporals contenen liti que oscil·la entre 21 i 763 ppb. Els organismes marins tendeixen a bioacumular el liti més que els organismes terrestres. Es desconeix si el liti té un paper fisiològic en qualsevol d'aquests organismes.
Les sals de liti s'empren en el tractament de la depressió. Tot i això, cal tenir en compte que aturar el tractament pot provocar síndrome d'abstinència i causar una recaiguda.

## Obtenció
L'explotació de liti prové bàsicament de tres fonts:
- De minerals, que és la més tradicional i que representa un 34%
- De les salmorres, que és més moderna i amb processos i tecnologies d'extracció menys costoses, que representa un 59%.
- D'alguns tipus d'argila amb grans contingut en Liti, mes costosa però econòmicament factible.[20]

Des de la Segona Guerra Mundial, la producció de liti s'ha incrementat enormement, separant-lo de les roques de què forma part i de les aigües minerals essent la espodumena espodumena (LiAl(SiO₃)₂) i la petalita (LiAlSi₄O10) les fonts comercialment més viables. Al 1923 l'empresa Alemanya Metallgesellschaft AG va començar a produir liti mitjançant l'electròlisi del clorur de liti i clorur de potassi fosos. El metall es produeix per electròlisi a partir d'una mescla de clorur de liti fos al 55% i clorur de potassi al 45% a aproximadament 450 °C. A partir de 2015, la major part de la producció mundial de liti es troba a Amèrica del Sud, on la salmorra que conté liti s'extreu de les piscines subterrànies i es concentra per evaporació solar. La tècnica estàndard d'extracció consisteix a evaporar l'aigua de la salmorra. Cada lot dura de 18 a 24 mesos.

## Reciclatge
Actualment hi ha poca necessitat econòmica de reciclar bateries d'ions de liti. Moltes bateries contenen només petites quantitats, en pes, de carbonat de liti i el material és relativament barat comparat amb la majoria dels metalls restants.
Quan enviem les nostres bateries de liti a reciclar, els metalls que s'extreuen de les bateries són aquells més valuosos, com el cobalt. El cobalt s'utilitza en les bateries d'ió liti, d'on després s'extreu en forma d'òxid de cobalt i liti, amb un preu de 19 euros per quilo, més de tres vegades el preu al mercat del liti. Això continuarà així sempre que hi hagi Liti barat al mercat al moment en el qual aquest comenci a escassejar hi haurà més moviment sobre aquest tema, actualment el Liti que s'extreu d'aquest reciclat s'usava fins a 2012 com a farcit per al formigó.
El reciclatge de liti també ha crescut notablement des que el Japó va obrir la primera planta de reciclatge de bateries d'ions de liti en 1992. Instal·lacions a Bèlgica, Alemanya, Japó, Estats Units i Canadà ara poden processar bateries per al seu liti i altres components.

## Preu al mercat
En el 2002 la tona mètrica tenia un preu d'1.590 $, actualment el seu preu ronda els 9.100 $.